# Thirukkattupalli
Thirukkattupalli es una ciudad y nagar Panchayat situada en el distrito de Thanjavur en el estado de Tamil Nadu (India). Su población es de 12972 habitantes (2011).

## Demografía
Según el censo de 2011 la población de Thirukkattupalli era de 12972 habitantes, de los cuales 6502 eran hombres y 6470 eran mujeres. Thirukkattupalli tiene una tasa media de alfabetización del 85,60%, superior a la media estatal del 80,09%: la alfabetización masculina es del 91,03%, y la alfabetización femenina del 80,09%.